# 特莫拉航空博物館
特莫拉航空博物館是位于澳洲新南威尔士州的航空博物馆 。博物馆成立于1999年底，收藏了洛伊（David Lowy）拥有的战鸟飞机。洛伊仍然是博物馆的主席兼创始人，该博物馆由四人组成的管理委员会监督。 
博物馆是从第二次世界大战时代到越南战争时代的前军用飞机的所在地。在大多数月份的第1个和第3个星期六举行飞机陈列，以展示其部分运行中的飞机。博物馆经常接待澳大利亚皇家空军战斗机，例如F/A-18黃蜂式戰鬥攻擊機 。

## 历史

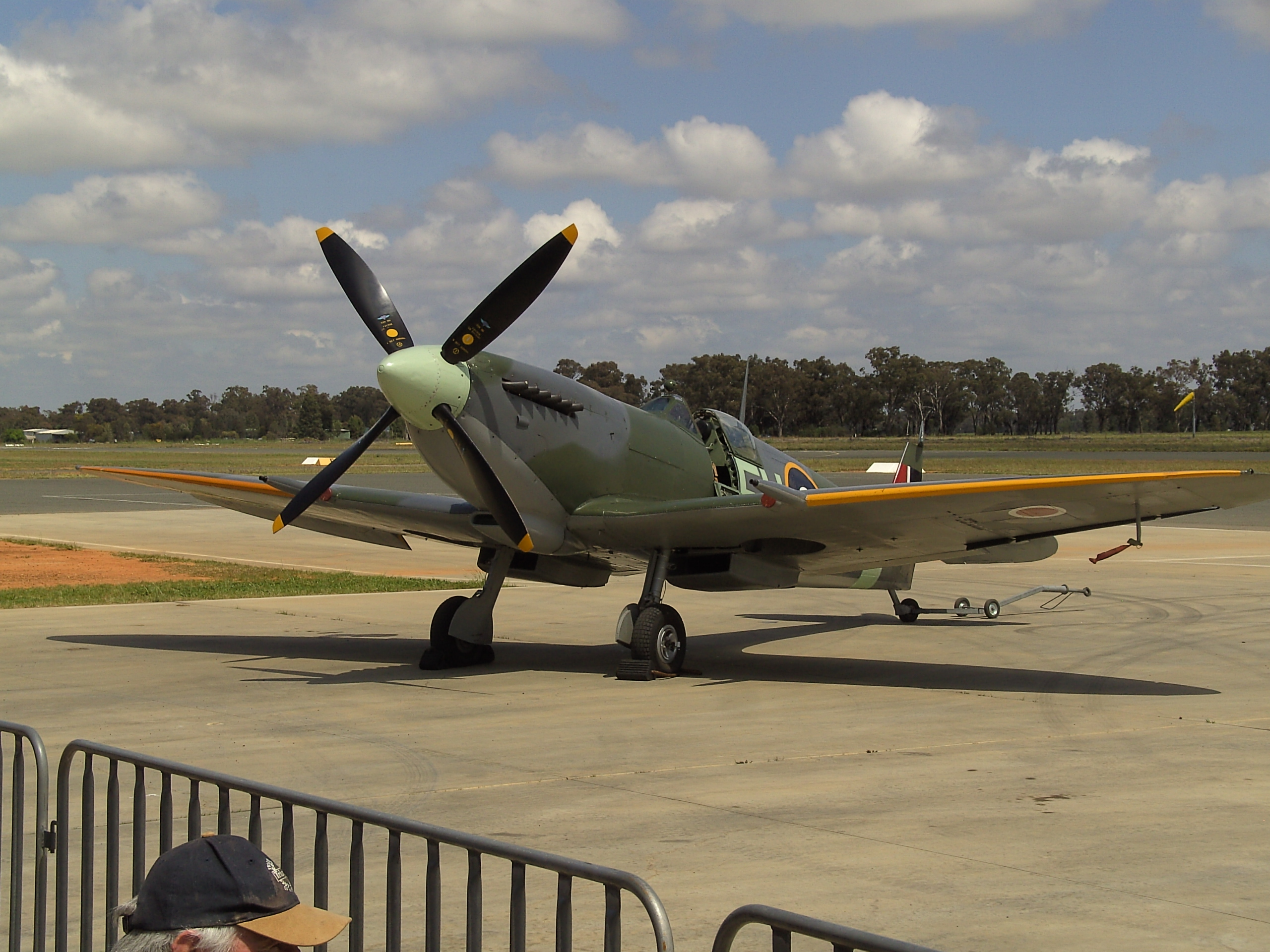
Spitfire Mk XVI ，2011年10月

特莫拉（Temora）镇在澳洲航空史上举世闻名。澳洲皇家空军于1941年5月在那建立了第10所初级飞行训练学校，这是第二次世界大战期间根据帝国航空训练计划建立的规模最大，寿命最长的学校。 超过10,000名人员参与了该学校的营运，在那里培训了2,400多名飞行员，最高峰时有97架de Havilland Tiger Moth飞机用于培训。学校于1946年3月12日关闭。   
第二次世界大战后，特莫拉继续保留其航空遗产，用于许多活动，包括：跳伞、滑翔、超轻型飞机操作、特技飞行和模型飞机。悉尼商人戴维·洛伊（David Lowy）凭借其航空历史、良好的天气、平坦的地形、地方议会的合作以及20,000英尺以下的不受管制的空域，在特莫拉建立了博物馆。   
特莫拉航空博物館成立于1999年末，此后开始了设施建设，并成立了一个管理委员会。 第一架飞机库于2000年2月竣工，第一架飞机由Lowy捐赠。 博物馆于2000年6月正式向公众开放，此后在展览大楼上开始建造，包括：展示空间、剧院、入场入口、礼品店、儿童游乐场和野餐区。2002年11月，博物馆大楼的第三阶段完成了一个1,980平方（0.49英畝）机库，并成为所有飞机的主要展示机库，而原来的机库则成为了修复和维护设施。   
2019年5月，博物馆宣布已与国防部达成协议，将11架具有历史意义的飞机的所有权转让给澳大利亚皇家空军 ，自2019年7月1日起生效。根据协议，飞机将继续安置在特莫拉并由相同的专职人员维护，特莫拉历史飞行俱乐部将继续在特莫拉进行飞行表演，并且该俱乐部的十二名飞行员（包括洛伊）将被引入RAAF后备役担任飞行中尉级别的特别能力官。 

## 飞机

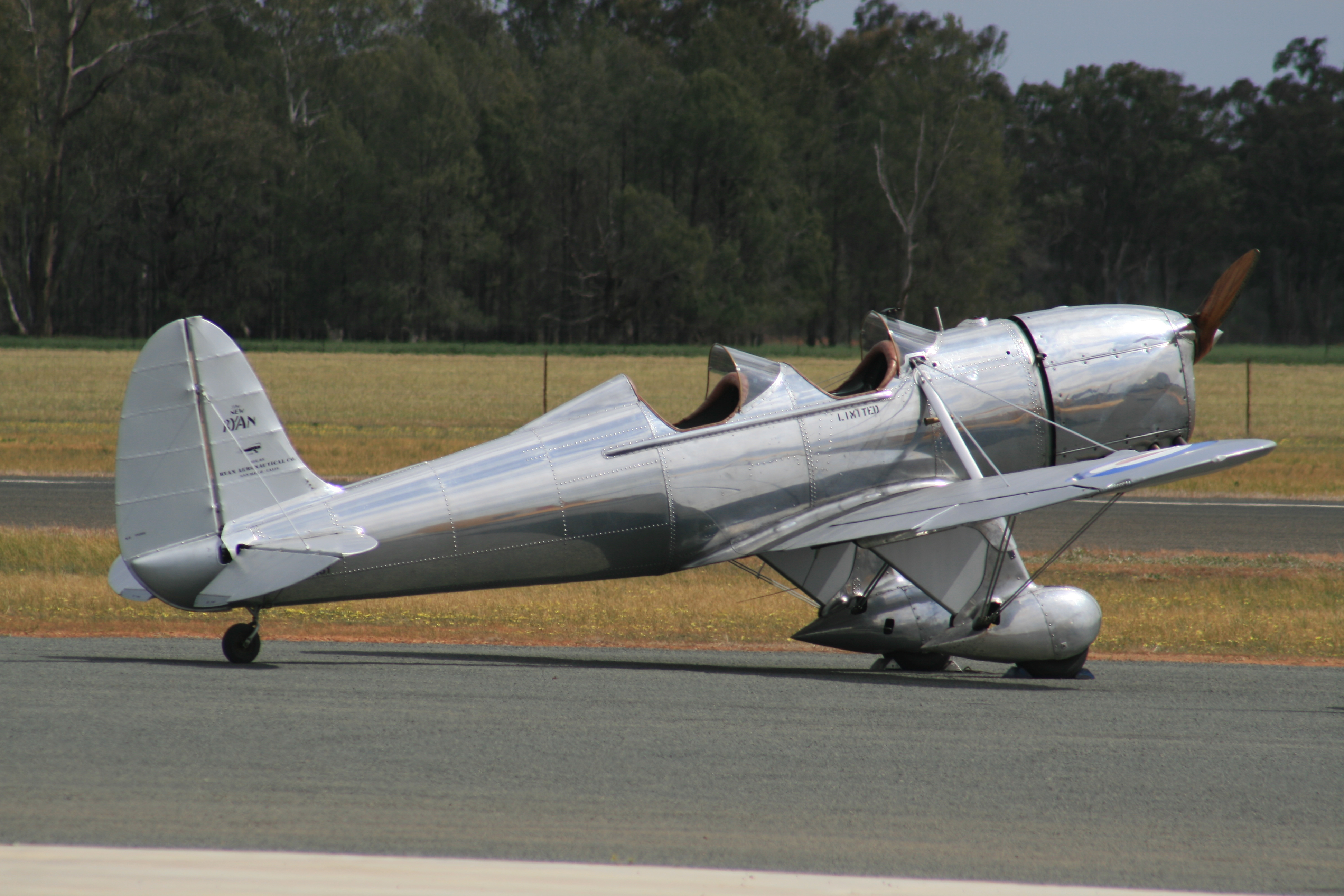
博物馆的瑞安STM-S2，在第二次世界大战期间随荷兰皇家东印度群岛空军一起飞行

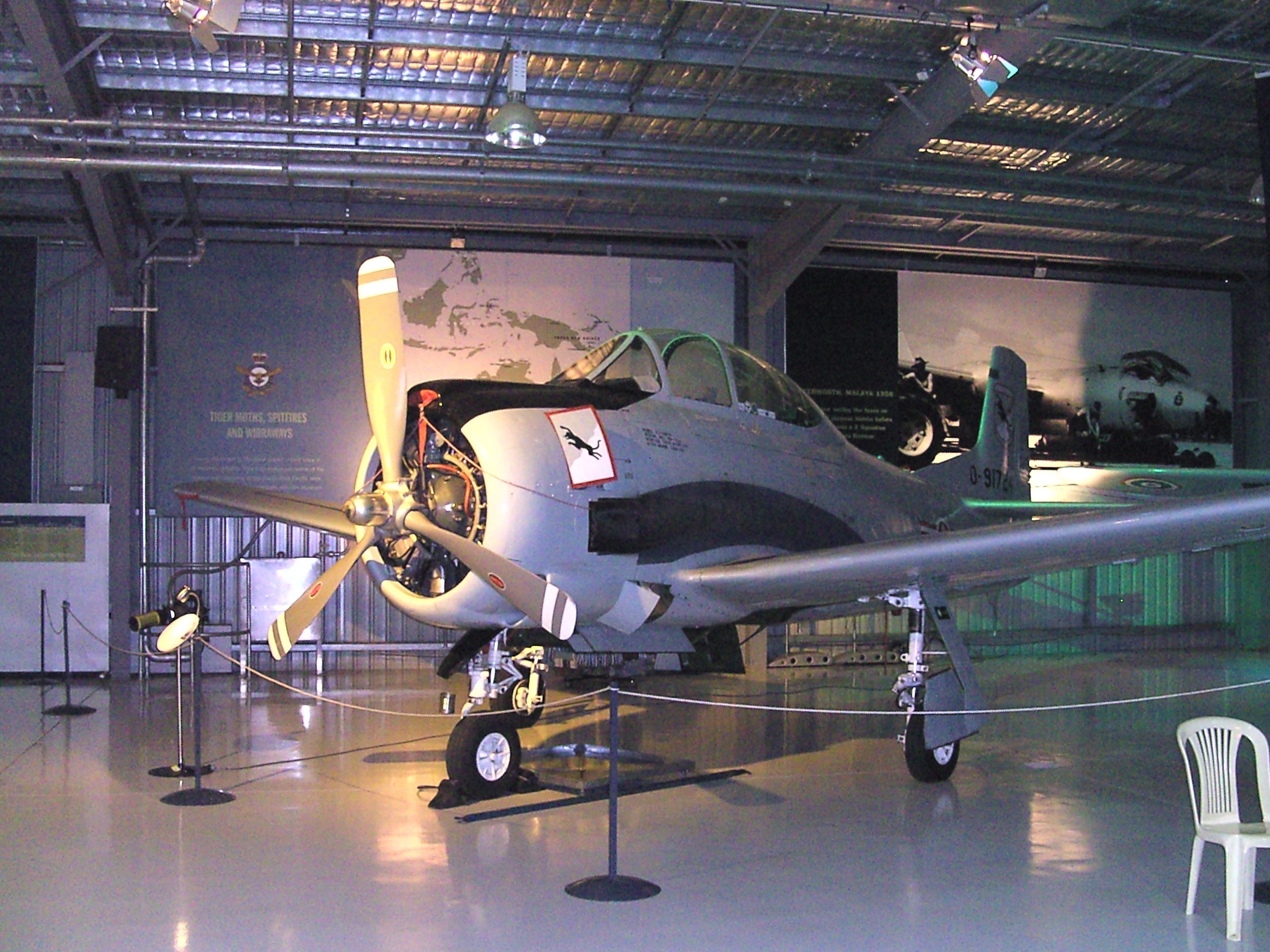
T-28 Trojan ，2011年10月

博物馆的所有飞机都是适航的，會在特莫拉博物馆的展示日、以及澳洲其他地方舉行飞行表演。 
- 1 德哈维兰虎蛾
- 1个CAC Wirraway
- 2 艘超级海上 烈性人 （ Mk VIII和Mk XVI ，均采用劳斯莱斯梅林66/266 ）
- 1个Ryan STM-S2
- 1个CAC飞旋镖
- 1 洛克希德·哈德森
- 1架CAC Sabre （从RAAF博物馆租借）
- 1 格洛斯特流星 F.8
- 1 哈维兰吸血鬼 T.35
- 1 英式堪培拉电力
- 1 架塞斯纳O-2 Skymaster
- 2 塞斯纳A-37蜻蜓
- 一只塞斯纳O-1猎鸟犬 （租借）

博物馆的几架飞机是澳洲唯一的同类飞机，例如两架“超级喷火”(Supermarine Spitfires)。

## 战鸟倒下

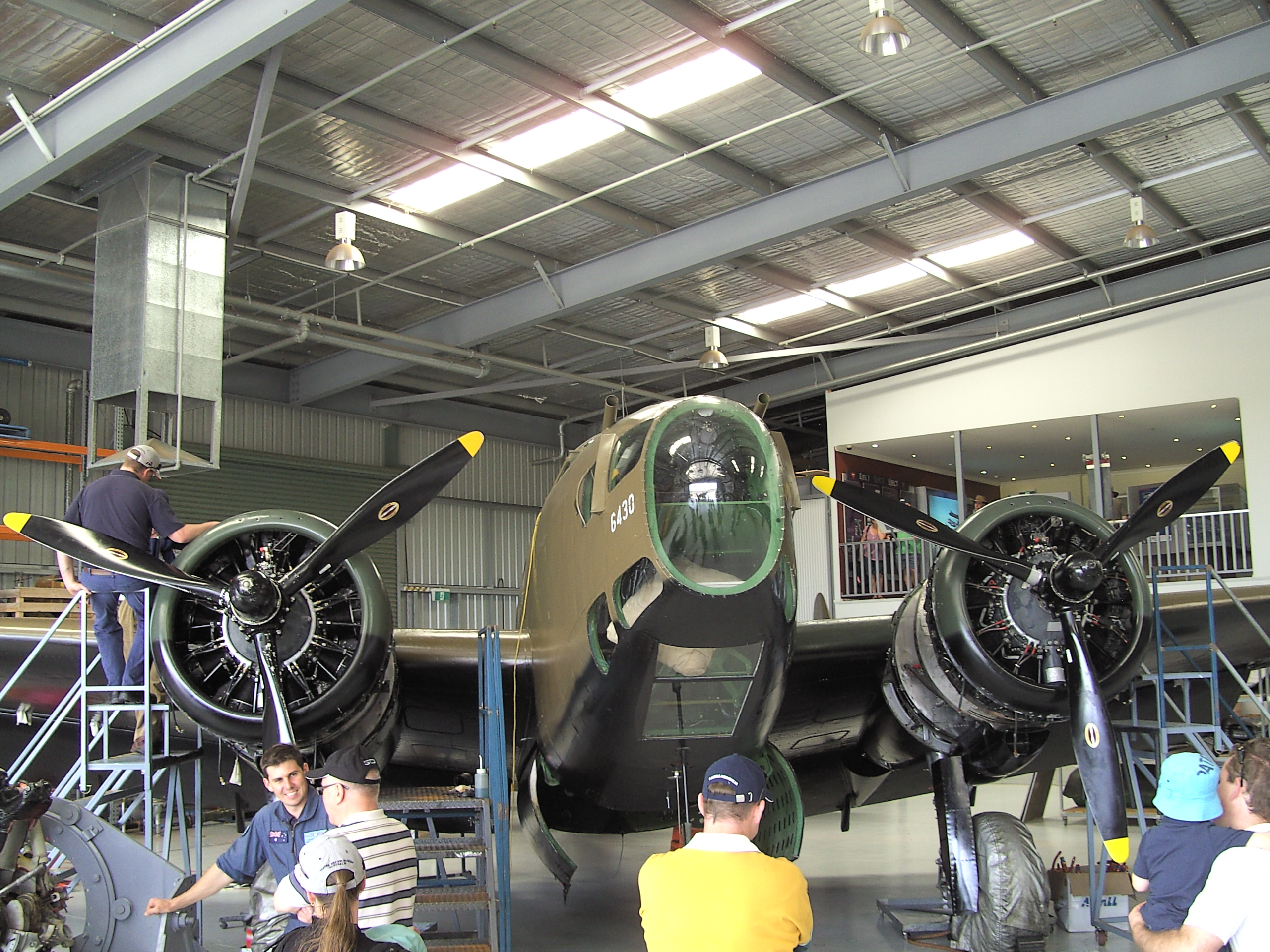
哈德逊维修中，2011年10月

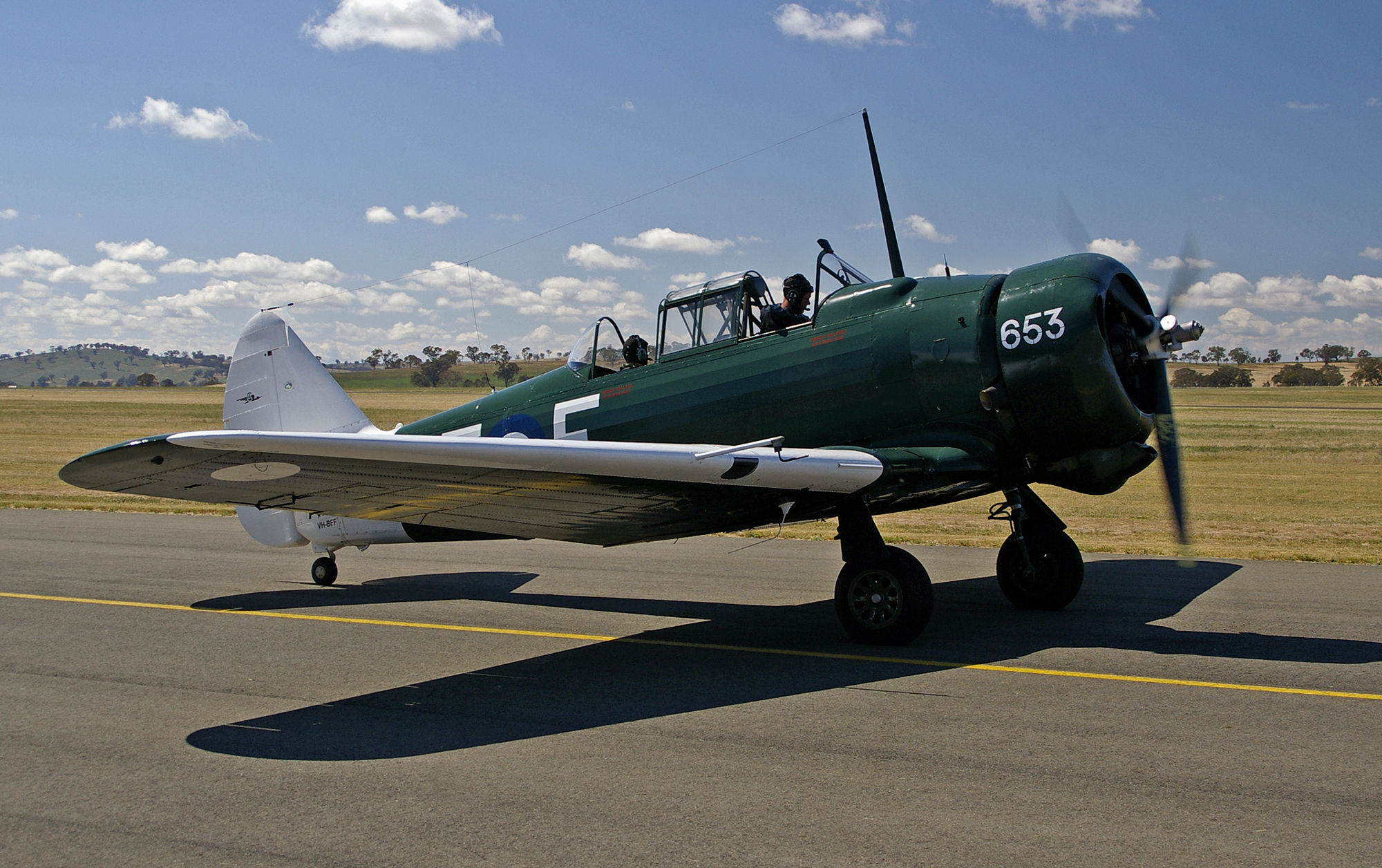
CAC Wirraway ，2010年10月

特莫拉航空博物館每两年举办一次战鸟倒下(Warbirds Downunder)。這是一个航空展，展示了博物館的大多数飞机以及澳洲各地的其他飞机，包括RAAF轮盘赌、RAAF F / A-18大黄蜂、RAAF鹰队、卡塔琳娜州和超级星座。 
在战鸟倒下時期，特莫拉的參加人口激增了4,000人，2011年有将近10,000人参加了首届展会。 现在的航展是在整个周末进行的。 

## 飛行員培訓計劃
世界各地的學校，包括港青基信書院等，每年暑假都在澳洲有學術遊學團，選出學習物理學的學生獲資助參加由飛行員培訓計劃。學生可以參觀特莫拉航空博物館、在班克斯敦機場學習航空理論、航空業的安全問題和職業前景、導航和地圖閱讀、飛行模擬器課程、6到7個小時的飛行體驗。